# 古浜村
古浜村（ふるはまむら）は三重県桑名郡にあった村。現在の桑名市多度町の南西部にあたる。

## 地理
- 河川：肱江川

## 歴史
- 1889年（明治22年）4月1日 - 町村制の施行により、力尾村・猪飼村・北猪飼村・御衣野村の区域をもって発足。
- 1955年（昭和30年）1月8日 - 多度町・野代村・古美村・七取村と合併し、改めて多度町が発足。同日古浜村廃止。